# The Time Has Come
The Time Has Come – piosenka napisana przez Mike’a Oldfielda, wydana na singlu w 1987 roku. Utwór pochodzi z albumu Islands a wykonuje go Anita Hegerland.
W okresie wydania singla utwór był wielokrotnie odtwarzany w programach telewizyjnych, gdzie występował Oldfield wraz z Hegerland.
Teledysk do piosenki jest częścią wideo albumu The Wind Chimes. Przedstawia typowe dla albumu efekty 3D, w tym latające przedmioty. Widoczne są nawiązania do kultury Egiptu, również w stroju Anity Hegerland.

## Spis utworów

### Wydanie brytyjskie i portugalskie
Side A
1. „The Time Has Come” – 3:53 (Mike Oldfield)

Side B
1. „Final Extract from The Wind Chimes (part 2)” (Oldfield)

### Wydanie niemieckie
Side A
1. „The Time Has Come” – 3:53 (Oldfield)

Side B
1. „North Point” – 3:32 (Oldfield)

### Brytyjski, hiszpański i francuski maxi-singel (12”)
Side A
1. „The Time Has Come” - 4:25 (Oldfield)

Side B
1. „The Time Has Come” (Original mix) – 3:53 (Oldfield)
2. „Final Extract from The Wind Chimes” (Oldfield)

### Niemiecki maxi-singel (12”)
Side A
1. „The Time Has Come” - 4:25 (Oldfield)

Side B
1. „The Time Has Come” (Original mix) – 3:53 (Oldfield)
2. „North Point” – 3:32 (Oldfield)